# 美術モデル

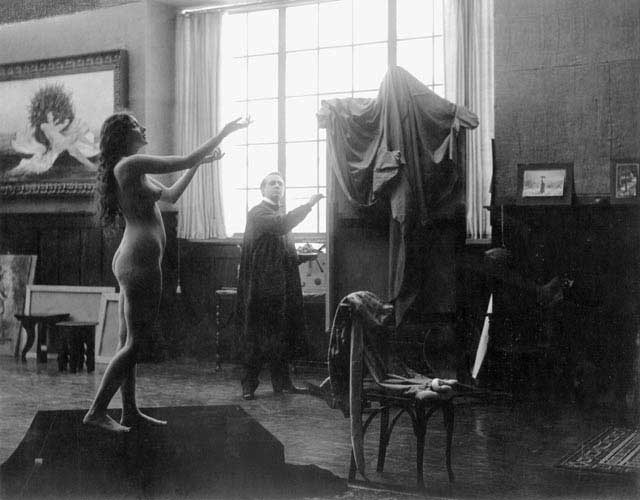
1915年アメリカ製のサイレント映画『Inspiration (en)』の1シーン／左が、美術モデルで女優のオードリー・マンソン。絵画モデルを務めている。

美術モデル（びじゅつモデル、英: art model）とは、美術作品に資するための人体モデルである。絵画、彫刻、版画、素描、クロッキーなど、あらゆるタイプの作品のモデルを含む。

## 概要

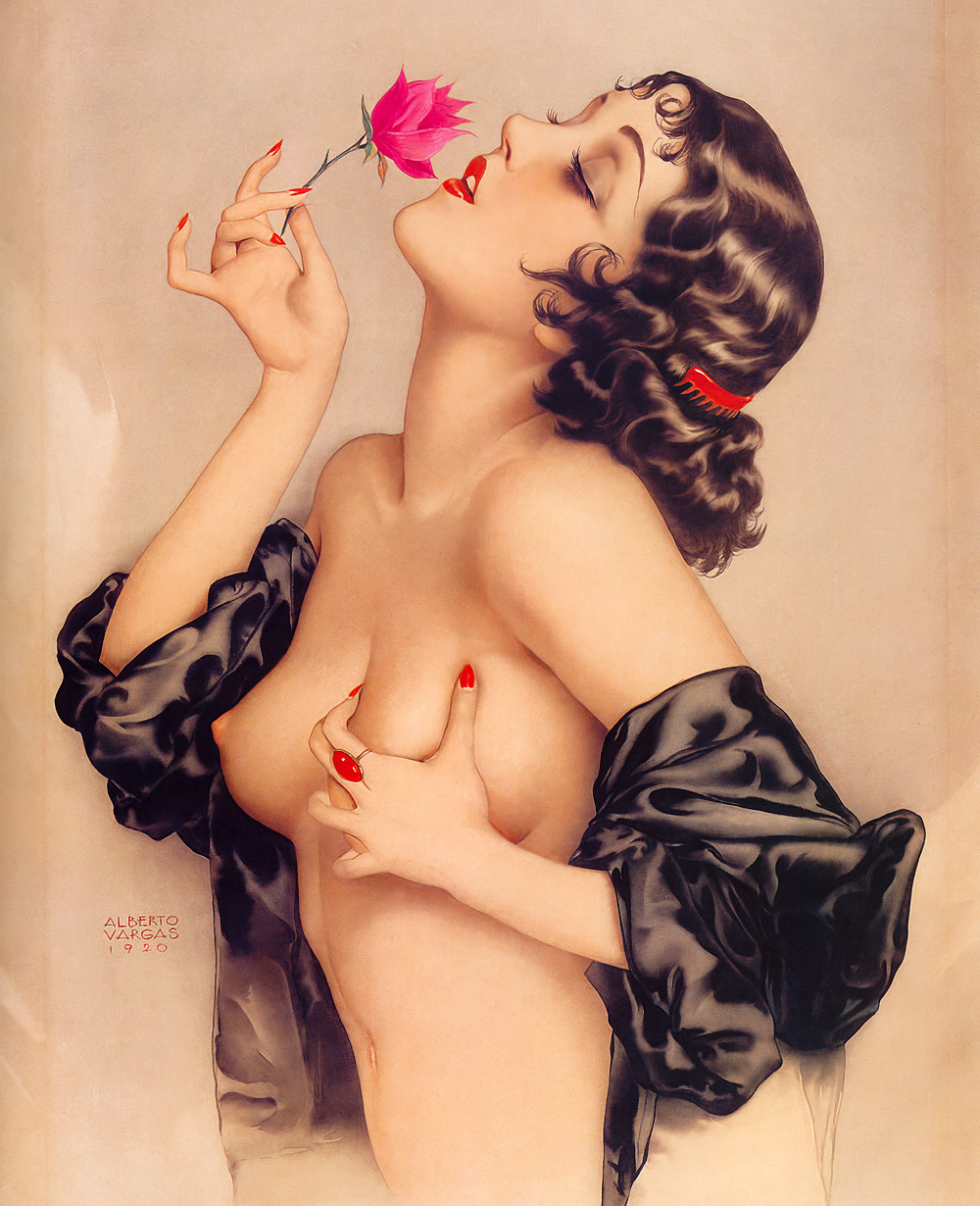
アルベルト・バルガスによるモデル、オリーヴ・トーマスの肖像（1920年）

美術モデルは、デッサンモデル、クロッキーモデルなどと分類されることがある。美術モデルから彫刻のモデルなどを除いた際には、絵画モデルと呼ぶ。日本の美術モデルは、20分間ポーズをとり、5～10分間の休憩を挟むのが一般的である。20分間のポーズを6回とし、ポーズと休憩の合計時間は2～3時間で仕事を行うことが多い。「立ちポーズ」「座りポーズ」「寝ポーズ」といった「基本的ポーズ」をとる。（仮に20分間のポーズの仕事と5～10分間の休憩を合わせたものを「1ターン」と呼ぶ）何ターンでも同じポーズをとりつづける場合と、毎ターン違うポーズをとる場合がある。前者は「固定ポーズ」、後者は「クロッキー」と呼ばれることが多い。クロッキーの場合は短時間でモチーフの形状をつかむことを主眼に行われる為、順次ポーズを変えることもしばしば行われる。その他に、静止せずにずっと動き続けている、「ムービング」と呼ばれるものもある。美術史上の有名なモデルには、モンパルナスのキキ、オードリー・マンソンらがいる。
美術モデルに求められる重要な資質は、ポーズ中は不動であることである。特に固定ポーズにおいては、休憩を挟んだとしても、中断前と寸分変わらぬ姿勢を維持する必要がある。さらに、制作者からの要望に対し、状況に応じて適切かつ的確にポーズを取れるモデルは、優れたモデルとして高く評価される。
もっとも、ポーズの設定がモデルに委ねられる場合も少なくない。画学生や画家といった制作者の意図を理解し、その要望に応じたポージングを自発的に行う能力を有していれば、モデルとしての評価は一層高まるであろう。
経験の浅いモデルであっても、多くの場合、経験を重ねるうちに制作者が一般的に求めるポーズを理解できるようになる。そして、過去に経験し記憶されたポーズを、あたかも引き出しから取り出すかのように、自発的に取れるようになるのが一般的である。中には、既存の美術書を参考に、ポーズの取り方を積極的に学ぶモデルも存在する。
ここで、美術モデルの定義について明確にしておきたい。美術モデルとは、「芸術の分野における創作活動に従事するモデル」であり、一般的に認識されている芸能関係やファッション関係のモデルとは、その職務内容が大きく異なる。
海外の事例を挙げれば、熱心なキリスト教徒の中には、宗教上の理由からヌードモデルを敬遠し、着衣モデルを起用するケースも見られる。しかしながら、裸体こそが芸術の基礎であると考えるキリスト教徒も存在し、そのような制作者はヌードモデルを積極的に起用することがある。

美術解剖学モデルの場合、長時間の勤務となり、男女両方のモデルが少数存在する。女性モデルの身体は、筋肉の上の脂肪の層が厚く曲線に満ちていて男性モデルを描くのとは別の難しさがある。身体の表面の陰影も明らかに男性モデルとは異なっている。男性モデルの身体は、骨格や筋肉の描写を習得するのに適している。美術学生は、男性・女性の両方、さまざまな体型・年齢のモデルを描き、その違いを知ることができれば、意義ある学習となる。
ポージング
ポーズをとることをポージングと言う。
一般論を言うと、まずモデルは講師などの大まかな指示に従いポーズをとり、その次に姿勢の微修正の要望などが講師や生徒などから出るなどして少し試行錯誤が入ることがあるが、ポーズに関して「OK」を出され各制作者が描き始めたら、もう動いてはならず、一定のポーズを約20分間とり続けなければならない。
美術モデルの事務所として、美術モデルの雇用及び派遣のみを専門に行う事務所の他、美術モデルの雇用及び派遣を事業の一環として行う芸能事務所や美術団体が存在する。美術モデルの雇用形態は、事務所に所属していないフリーモデル、事務所に所属している所属モデル、特定の学校や団体のみで美術モデルの仕事を行う専属モデルがいる。
美術モデルには、芸術家又は芸術関連の仕事に従事しながら美術モデルを兼ねている者、ダンサーなど他ジャンルのモデルが美術モデルを兼ねている者、主婦や学生がアルバイトで美術モデルを行う者、美術モデルの仕事だけを専業として行う者がいる。衣服を着ない仕事のみを行う美術モデルは「ヌードモデル又は裸婦モデル」に分類され、衣服を着た仕事のみを行う美術モデルはコスチュームモデル又は「着衣モデル」に分類されるが、裸婦・着衣両方の仕事を行う美術モデルも存在する。

## 歴史

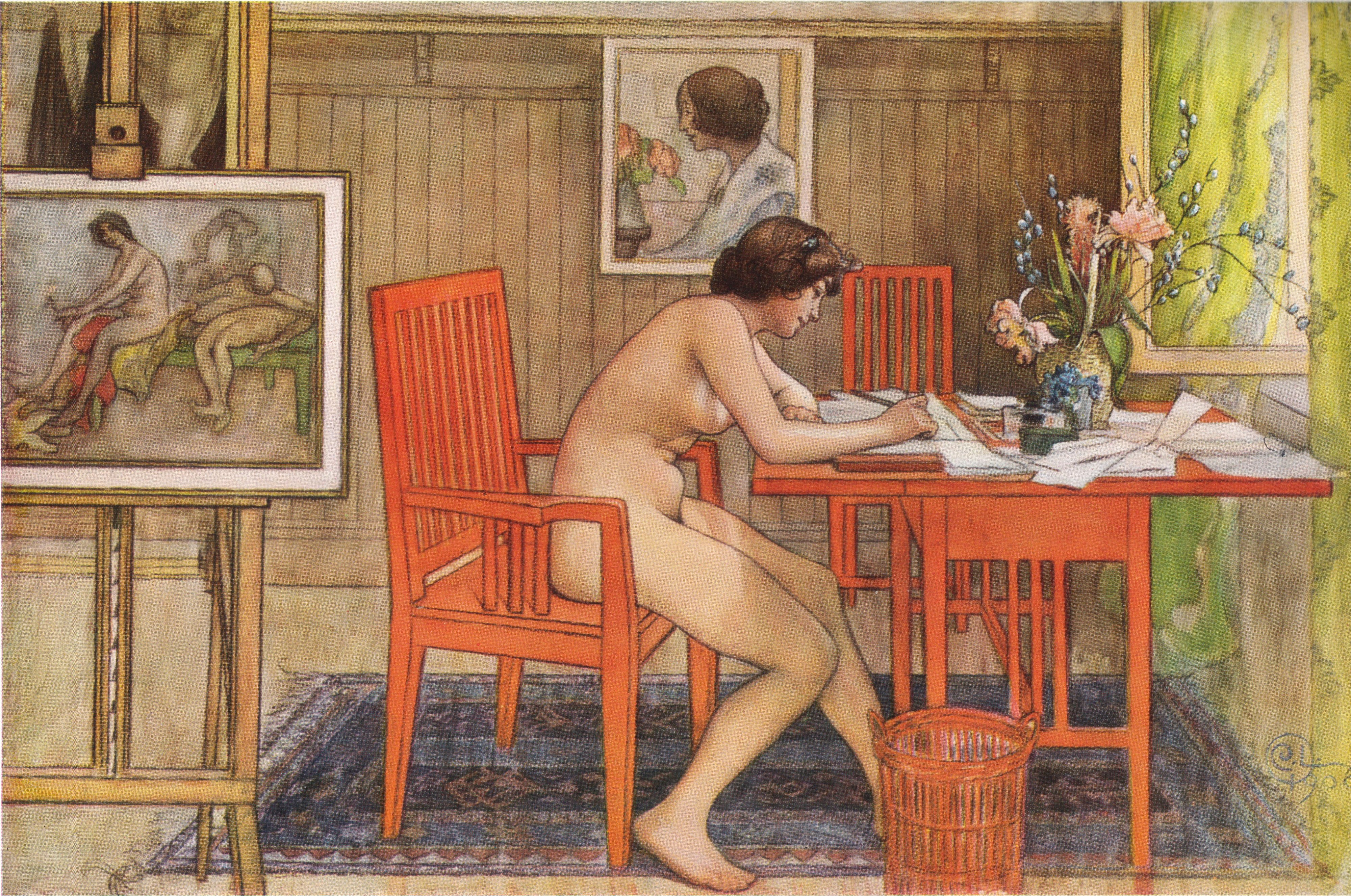
モデルのポストカード　Carl Larsson (1906)英語版より

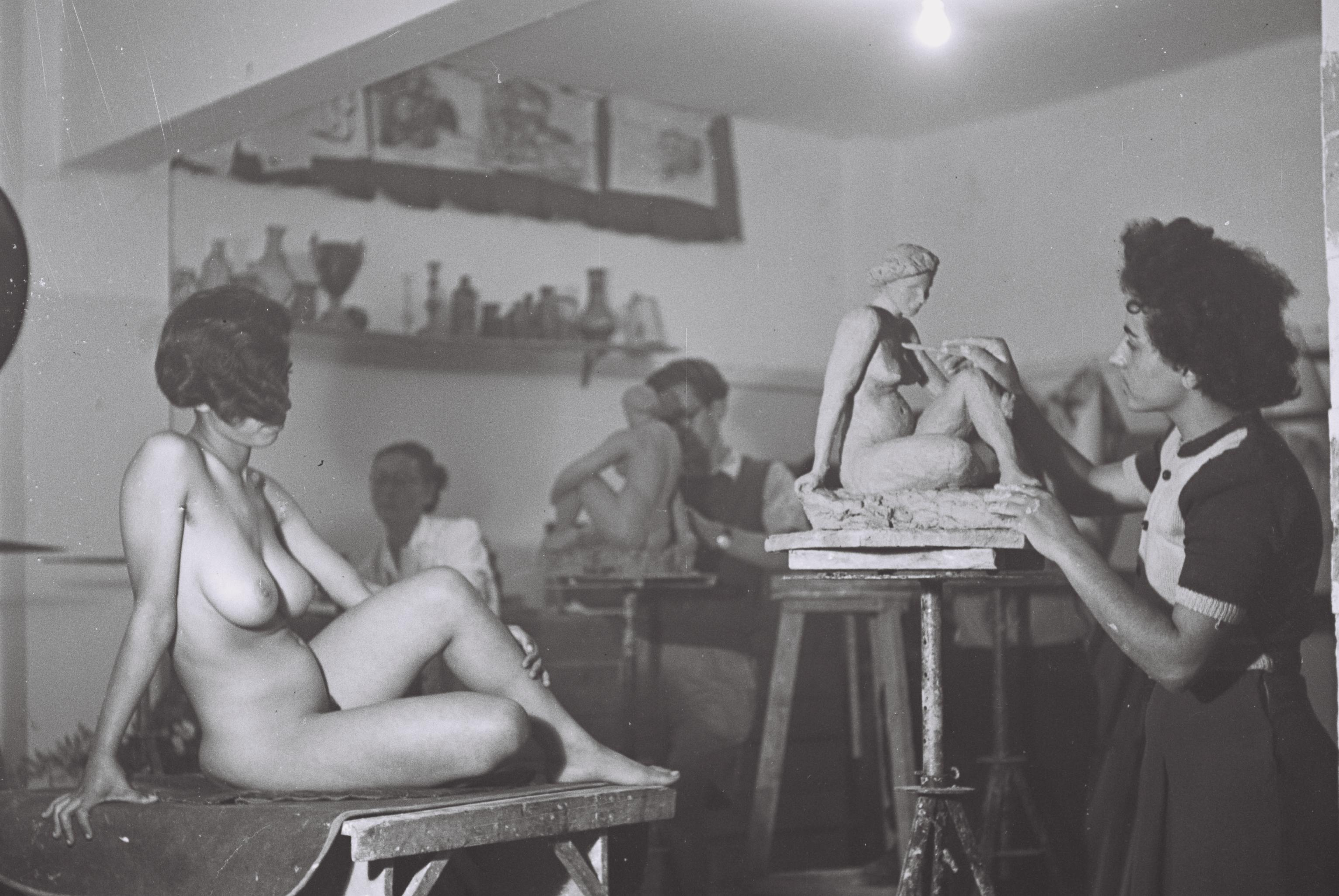
テルアビブでの彫刻学習, 1946.英語版より

ルーブル美術館の入館案内書の記述によれば、美術モデルは紀元前からその存在は確認されているとあり、モデルと呼ばれるものの中では最古の存在であるとの説もある。
西洋美術では、16世紀の画家ラファエロ・サンティ以前は、女性が肌をさらすのは憚られるという社会規範の関係上、男性モデルが女性モデルの代わりとなって裸婦画に描かれていた。ラファエロが、裸婦画で実在の女性モデルを起用した始めての画家であった。
日本
日本では、江戸時代の浮世絵や春画にも裸婦像がみられる。春画の場合、上半身には着物を着ている場合も多い。
明治時代、1889年に東京美術学校が開校し、1896年には黒田清輝の帰国により西洋画科を設置した。ヌード・モデルを必要としたが、モデルの女性がなかなか見つからなかったが学校に勤めていた女性が、私ではいかがでしょう？と申し出て、美術学校初のヌード・モデル・デッサンが実現した。宮崎菊という女性が裸婦モデルをしたのが最初とされ、彼女はその後「宮崎モデル屋」を開設し、運営したという。日本では、明治時代には芸用モデルなどとも呼ばれた。

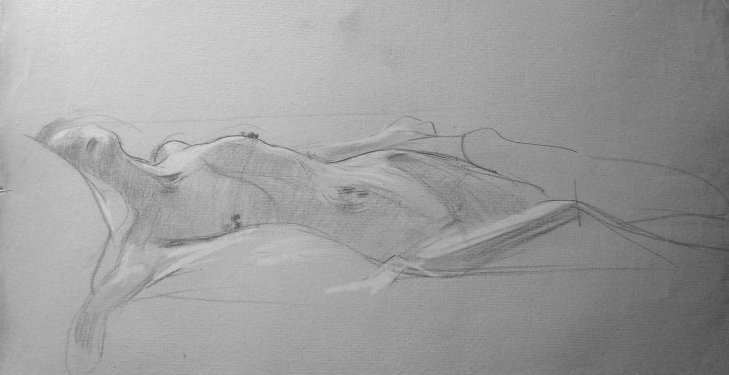
美術界では衣服を着用していない女性を裸婦と言う。尚、洋画家・黒田清輝は「裸婦デッサンは絵画制作の基本である」と述べた。

ギュスターヴ・クールベ『画家のアトリエ』／1854-1855年。オルセー美術館所蔵。

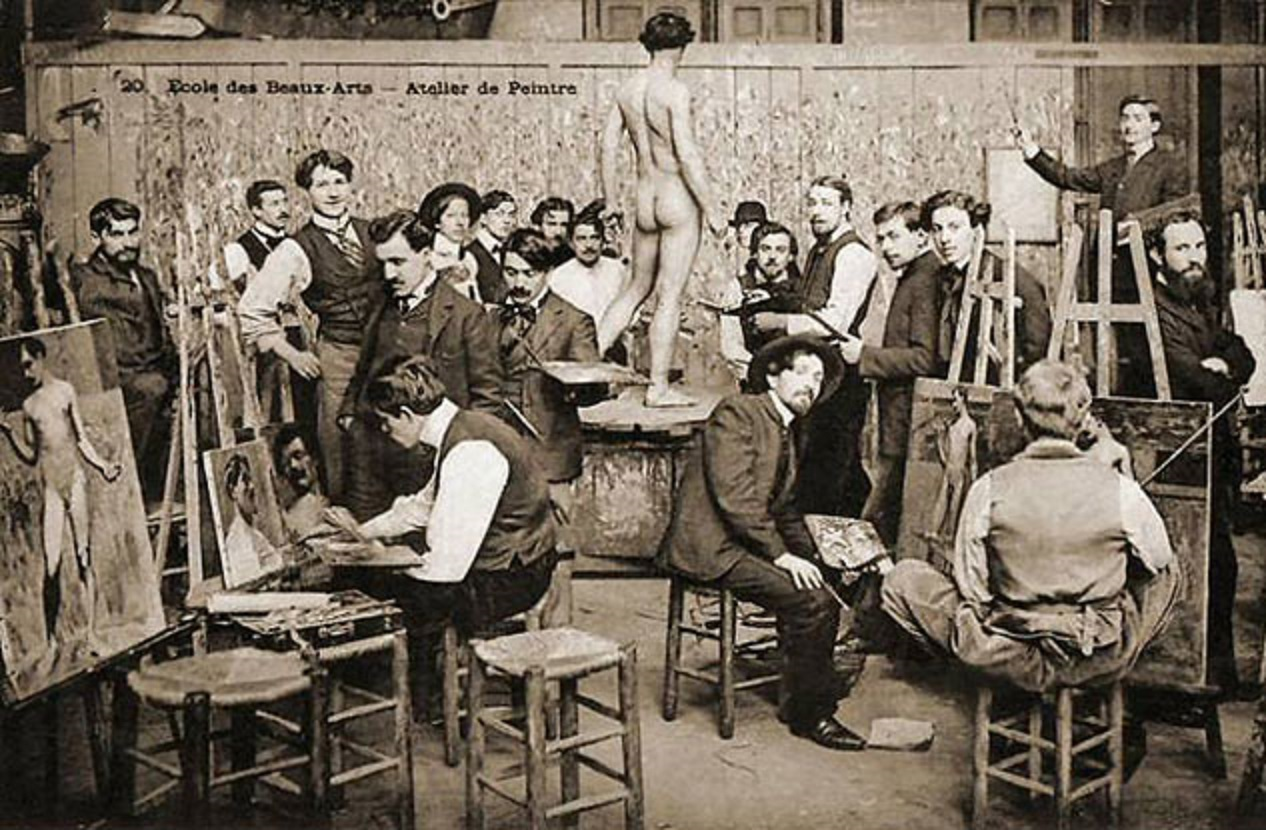
男性美術モデル（中央上部：19世紀・フランス）

## モデルの雇用
同業者組合
アメリカ、イギリスやオーストラリア、スウェーデンなどでトレーニングと選抜をクリアした人材を登録する同業者組合が立ちあげられる場合がある。まれにではあるが、最低賃金と労働条件を改善するために、イタリアやパリなどでストライキが起きる。
制作者側から見た手配
モデルの確保に関して、大都市圏の美術系大学や絵画教室においては比較的容易であると言える。これらの地域には、モデルを志望する人材が集まりやすく、需要と供給のバランスが保たれていると考えられる。
一方、それ以外の地方都市においては、モデルの確保は著しく困難となる。この背景には、モデルという職業に対する心理的な抵抗感が根強く存在することが示唆される。地域社会の慣習や価値観が、モデルのなり手を躊躇させる要因となっている可能性がある。
さらに、中高年のモデル希望者は減少傾向にあり、結果として、標準体型あるいは痩せ型の若いモデルの割合が増加している現状が見られる。これは、美術教育や表現の現場におけるモデルの多様性の喪失を意味する可能性があり、今後の課題と言えるだろう。
需要のある場所、種類別の需要
モデルに対する需要は、今日において、絵画系の美術大学や絵画教室に留まらず、デザイン系、マンガ系、服飾系といった多様な教育機関から、個人的なサークル、さらには事業所にまで広がっている。
その業務内容は多岐にわたり、人間の裸体を表現するヌードモデルから、民族衣装、バレエ衣装をはじめとする舞踊衣装、職業制服、華やかなドレス、そして日常的な平服（カジュアルな服装）など、様々な衣装を着用する着衣モデルまで、幅広い範囲を包含している。
プロの美術モデルの場合は、ヌードモデルのみを専門にしているモデルも、着衣モデルのみを専門にしているモデルも存在している。女性ヌードモデルの需要が圧倒的に多い。着衣のモデルの場合、自前の民族衣装やバレエの衣装を用いることも多い。男性モデルの需要はきわめて少なく、女性モデルの需要が圧倒的に大きい。学校によっては女性モデルしか使用しないが、男性を雇用する施設もあり、要は講師の考え方しだいである。
報酬額
美術モデルに対する謝礼報酬は、一般的に、大都市圏における裸婦モデルの場合、1時間あたり3,000円に交通費を加算した金額が支払われることが多い。一方、地方においては、1時間あたり2,500円に同様に交通費を加算した金額が支払われる傾向にある。
ただし、美術モデル事務所などに所属している美術モデルの場合には、上記の金額とは異なり、各々の事務所が規定する報酬体系に基づいて謝礼が支払われることになる。
ルール、暗黙のルール
クロッキー会や絵画教室、美術大学では、裸婦モデルがポーズ中は室内へ入らないことがルールである。エチケットを守って、裸婦モデルに気持ち良く仕事をしてもらうことを心掛けたい。また、ヌードモデル・着衣モデルに関わらず、モデルへのプライベートな質問をしない、というのが暗黙の了解である。

## 主な美術モデル
アリス・プラン、オードリー・マンソン、オリーヴ・トーマスらが特に有名である。生年、没年は不要。モデルのリストが必要な研究者は、
。著名な美術モデルとしては、オードリー・マンソンやモンパルナスのキキなどがいた。オードリー・マンソンは美術モデルの他に女優や作家も兼業していた。オードリーは1915年11月18日公開のアメリカ製サイレント映画『Inspiration (en)』で、映像作品で初めてヌードになった女優とも言われている。
- ジョアンナ・ヒファーナン - 1843年頃～1903年以降。アイルランド人。画家の恋人。クールベの『眠り』でヌードモデルを務めた。
- ヴィクトリーヌ・ムーラン - 1844年～1927年。フランス人。美術モデル、画家。マネのモデルを務めた。
- カミーユ・クローデル - 1864年～1943年。フランス人。彫刻家。ロダンのモデルを務めた。
- イヴリン・ネズビット（英語版） - 1884年か1885年～1967年。アメリカ人。美術モデル、歌手、女優。
- オードリー・マンソン - 1891年～1996年。アメリカ人。美術モデル、女優。女優としては、1915年の映画『inspiration (en)』、1916年の映画『Purity (en)』に出演。
- ジャンヌ・エビュテルヌ - 1898年～1920年。フランス人。画家。モディリアーニのモデルを務めた。
- オリーヴ・トーマス  - 女優、美術モデル。
- アリス・プラン - 1901年～1953年。フランス人。歌手、女優、美術モデル、画家。「モンパルナスのキキ」と呼ばれた。ユトリロら多くの画家と友人になった。
- 淡谷のり子 - 伝説の「ブルースの女王」。岡田三郎助、田口省吾、前田寛治等のモデルになった。
- 佐々木カネヨ　- 「お葉」の名で知られる。藤島武二、伊藤晴雨、竹久夢二のモデルになった。